# إحياء العمارة الهندية الساراكينوسية

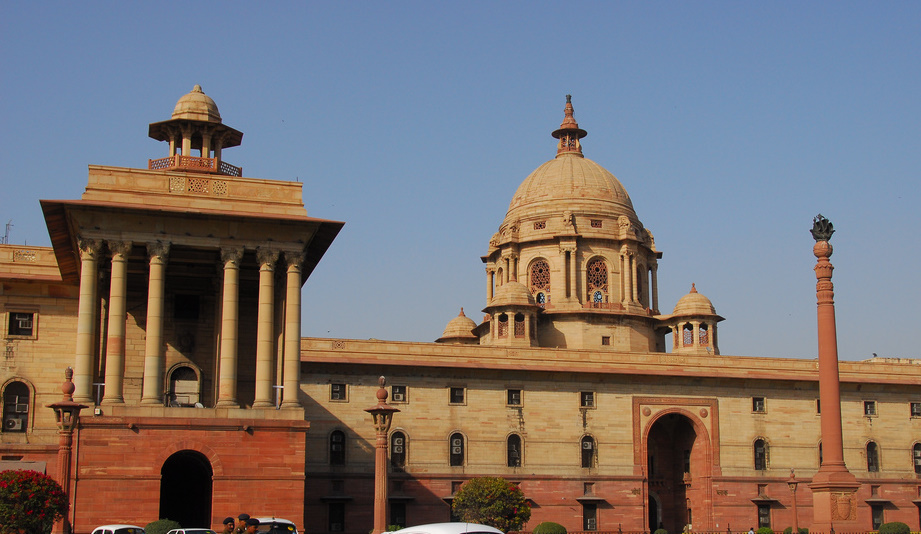
مبنى الأمانة العامة في نيودلهي، الهند. يعود تاريخه إلى بداية القرن العشرين. ويظهر به الإستعارة من العمارة الكلاسيكية، ودمجها بالعمارة الهندية.

تُعرف العمارة الهندية الساراكينوسية بالعمارة الهندية القوطية أيضًا، وهي أسلوب معماري إحيائي استخدمه في الغالب المعماريون البريطانيون في الهند في أواخر القرن التاسع عشر خاصة في المباني العامة والحكومية في مرحلة الراج البريطاني وقصور حكام الولاية الأميرية، والتي تعكس وتقلد العمارة الهندية المعاصرة والسابقة. سعى هذا النمط من العمارة إلى النسخ من العمارة الإمبراطورية الهندية بما فيها عصور راجستان وسلطنة مغول الهند وإمبراطورية ماراثا التي اعتبرها البريطانيون النمط الهندي الكلاسيكي. يشترك التصميم الأساسي والهيكل الأساسي للمباني مع تلك المستخدمة في المباني المعاصرة من أنماط أخرى في العديد من القواسم المشتركة مثل الإحياء القوطي والكلاسيكي الجديد. ساركينوس هو مصطلح كان مستخدمًا في أوروبا حتى القرن التاسع عشر ليشير إلى المسلمين والأشخاص الناطقين بالعربية وإلى المناطق في الشرق الأوسط وشمال إفريقيا. 
استُمد هذا الأسلوب من التعرض الغربي إلى تصوير المباني الهندية منذ نحو عام 1795، مثل تلك التي عرضها ويليام هودجز والثنائي دانييل (ويليام دانييل وعمه توماس دانييل). يُقال إن أول مبنى هندي ساراكينسي هو قصر تشيباوك، اكتمل بناؤه في عام 1768 في تشيناي (المدرسة) الحالية. شهدت بومباي وكلكتا (كما كانت في ذلك الحين)، مراكزًا رئيسية لإدارة الراج، وشُيدت العديد من المباني فيهما على هذا الطراز، على الرغم من أن كلكتا كانت أيضًا معقلًا للهندسة المعمارية الأوروبية الكلاسيكية الجديدة الأصلية الممزوجة بالعناصر المعمارية الهندية. صُنفت معظم المباني الرئيسية الآن تحت فئة مباني التراث على النحو المنصوص عليه في المسح الأثري للهند، وهي عبارة عن مباني محمية.
تمتع هذا الأسلوب بدرجة من الشعبية خارج الهند البريطانية، إذ غالبًا ما خلط المعماريون العناصر الإسلامية والأوربية من مناطق مختلفة وفترات جريئة، في المناخ السائد من الانتقائية في الهندسة المعمارية. اعتُمد النمط في سيلان البريطانية (سريلانكا الحالية) ودول الملايو الموحدة (ماليزيا الحالية). حرص البريطانيون أيضًا على نقل النمط إلى خارج الإمبراطورية الهندية والشرق البريطاني إلى المملكة المتحدة نفسها، مع العديد من الأمثلة على العمارة الهندية الساراكينوسية التي ظهرت في البلاد، فعلى سبيل المثال هناك الجناح الملكي في برايتون ومنزل سيزينكوت في غلوسترشير الفريد من نوعه.
يُعد إحياء العمارة الإسلامية النسخة الأوروبية الأوسع الشائعة أيضًا في الأمريكتين، وهي تميل إلى استخدام ميزات جنوب آسيا بالتحديد بشكل أقل، وبدلًا من ذلك، تُعد الصفات المميزة للبلدان الناطقة بالعربية والموديخار الجديدة النمط المكافئ في إسبانيا. 

## الخصائص
أنتجت الحكومة الاستعمارية البريطانية التصاميم الهندية الساراكينوسية، وهذا ما عكس الحساسيات والطموحات لأوروبا والأمريكيتين القاريتين، الذين عمد معماريوهم إلى دمج عناصر النخبة «الآسيوية الغريبة» بذكاء، في الوقت الذي نفذوا فيه ابتكاراتهم الهندسية الخاصة التي تدعم مثل هذا البناء المتقن، سواء في الهند وفي الخارج. يمكن العثور على أدلة في المباني العامة والخاصة والحكومية حتى يومنا هذا. يجري تقديم المباني العامة والحكومية على نطاق واسع على غرار أسلوب أسينا عمدًا، مما يعكس ويعزز فكرة الإمبراطورية البريطانية التي لا تقهر ولا يمكن اختراقها.
بُنيت الهياكل من هذا النوع من التصميم مرة أخرى ولاسيما تلك التي بُنيت في الهند وإنجلترا وفقًا للمعايير الهندية بالإضافة إلى معايير الهندسة الإنشائية البريطانية الأصلية في القرن التاسع عشر، والتي جاءت لتشمل البنى التحتية المكونة من الحديد والفولاذ والخرسانة المصبوبة (ابتكار الإسمنت المسلح وعناصر الإسمنت مسبق الصب، الموضوع بقضبان حديد و/أو قضبان فولاذية جرى تطويرها لاحقًا)، يمكن القول الشيء نفسه عن الهياكل المماثلة التي بُنيت في مكان آخر باستخدام المعماريين المحليين لنفس مفردات التصميم والتي بُنيت أيضًا في أوروبا القارية والأمريكيتين، وازدهرت شعبية العمارة الهندية الساراكينوسية لمدة 30 عامًا تقريبًا.
من الجدير بالذكر أيضًا، أن البريطانيين وفي الواقع الأوروبيين عمومًا تبنوا ذوقًا للمعايير الجمالية لهذا التصميم «الآسيوي الغريب»، كما أنه كان معروضًا بأسلوب هندي ساراكينوسي وظهر ذلك من خلال ذوقهم في الزخارف الصينية واليابانية. نشرت الغرابة الطموحة نفسها عبر مجموعة ديموغرافية واسعة من مواطني بريطانيا وأوروبا والأمريكتين بدعم من خيال الحرفيين المهرة من مختلف التخصصات، امتد تبني هذه الابتكارات التصميمية إلى الاتجاه الجمالي للمشاريع المعمارية الرئيسية معبرًا عن نفسه في فترات الباروك وعمارة الريجنسي والتصميم بعد ذلك.
ما زال انتشار الوفاء للتصميم الآسيوي المتقن في يومنا هذا، واضحًا في العديد من الصروح السكنية والحكومية التي أطلقتها مبادرات في القرنين السادس عشر والسابع عشر والثامن عشر، وقد ساهمت في ذلك إمبراطورية البندقية التجارية الغنية بشكل مذهل والتي امتد وجودها إلى ما يقرب الألفية وجاءت بنيتها القوطية لتدمج عددًا كبيرًا من العناصر الغريبة الآسيوية مثل القوس المغربي في النوافذ الذي يمتلك صلة «بنافذة الحريم».
بشكل عام، أثمر التلهف النهم للغرابة الآسيوية في تلك الفترات السابقة وظهر من خلال التعبير الصيني المتوازن، وعلى نحو مماثل، بشر هذا الافتتان البريطاني الاستعماري بالطبيعة الفاخرة التي وجدت في بيئة التصميم الهندي، التي تتضمن قائمة المفردات التالية لعناصر التصميم والزخرفة (غالبًا ما تساوي أو تفوق الزخرفة الموجودة أساسًا في العمارة القوطية-المغربية الفريدة من نوعها في البندقية والمعروفة أيضًا باسم مزيج العمارة القوطية الفينيسية):
- القبة بصلية الشكل
- تشاجا، الطنف المتدلي، غالبًا ما يكون مدعومًا بأقواس واضحة
- الأقواس المدببة أو الأقواس المحدبة أو القواس الصدفية
- أقواس حدوة الحصان، وهي تميز في الواقع عمارة إسبانيا الإسلامية أو شمال إفريقيا ولكنها تُستخدم في كثير من الأحيان هنا
- ألوان متعددة من لبنة العقد حول قوس، وخاصة اللون الأحمر والأبيض وهي ميزة أخرى أكثر نموذجية من شمال إفريقيا وإسبانيا
- الأسطح المنحنية في الأنماط البنغالية مثل شار تشالا
- أكشاك شهاتري المقباة على السقف
- الصهوات
- الأبراج أو المآذن
- نوافذ الحريم
- أجنحة مفتوحة أو أجنحة بسقوف البنغالا
- الجالي أو السواتر المخرمة
- نوافذ المشربيات أو على غرار الجاروكا.

من أنصار هذا النمط من الهندسة المعمارية روبرت فيلوز تشيشولم وتشارلز مانت وهنري مانت وهنري إيروين ويليام إيمرسون وجورج ويت وفريدريك ستيفنز، إلى جانب العديد من المهنيين المهرة والحرفيين في جميع أنحاء أوروبا والأمريكتين
بُنيت الهياكل على الطراز الهندي الساراكينوسي في الهند وبعض البلدان المجاورة في الغالب على هيئة صروح عامة كبيرة، مثل أبراج الساعة والمحاكم. بالمثل، احتسبت الكليات المدنية والبلدية والحكومة إلى جانب قاعات المدينة هذا النمط من بين الهياكل الأعلى تصنيفًا والأكثر قيمة حتى يومنا هذا. ومن المفارقات في بريطانيا نفسها على سبيل المثال، نجد الجناح الملكي للملك جورج الرابع في برايتون (الذي كان مهددًا بالانهيار مرتين وشوهه البعض على أنه «عرض جانبي للكرنفال» ورفضه القوميون المهددون بأنه «حماقة معمارية ذات تصميم رديء») وفي أماكن أخرى تكون هذه الهياكل النادرة في كثير من الأحيان صغيرة الحجم (على الرغم من أنها تكون في بعض الأحيان كما ذكرنا كبيرة الحجم)، إلا أن الهياكل السكنية التي تُظهر هذا النمط الاستعماري تكون ذات قيمة عالية وتحظى بالتقدير من قبل المجتمعات التي تجد بأنها «سحرية» لطريقة ما في المظهر.
عادة في الهند، تُغدق القرى والبلدات والمدن مبالغ كبيرة على بناء مثل هذه الأعمال المعمارية ووضع خط لبناء محطات السكك الحديدية المحلية والمتاحف والمعارض الفنية.
تكون التكلفة المخصصة لتشييد المباني من هذا النمط عالية، بما في ذلك كل ما هو متأصل من الحليات والزخارف والديكورات الدقيقة ومهارات الحرفيين البارعين (نحت الحجر والخشب بالإضافة إلى العمل الجيري/ المرصع الرائع) وإمكانية الوصول المعتادة إلى المواد الخام المطلوبة، وبالتالي فقد نُفذ هذا النمط على المباني ذات الحجم الكبير فقط. مع ذلك، ظهر في كثير من الأحيان الهيكل السكني العرضي من هذا النوع (يجري بناؤه جزئيًا مع عناصر أو زخارف تصميم هندية ساراكينوسية)، ونمت هذه المباني لتكون أكثر قيمة وأعلى تقديرًا من قبل السكان المحليين والأجانب لحيويتها الجمالية وأناقتها اليوم. 

## أمثلة

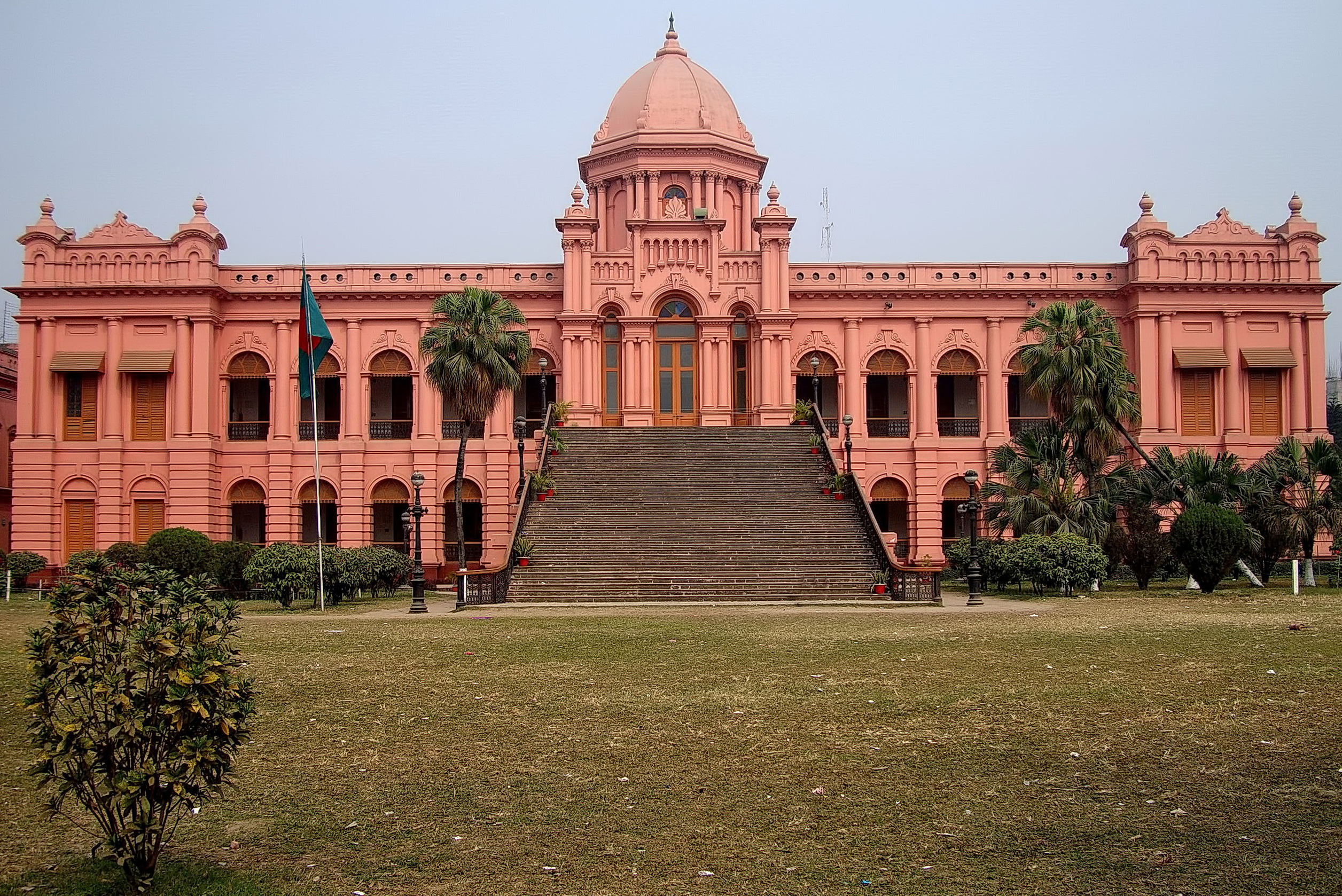
مبنى أحسان منزل، دكا
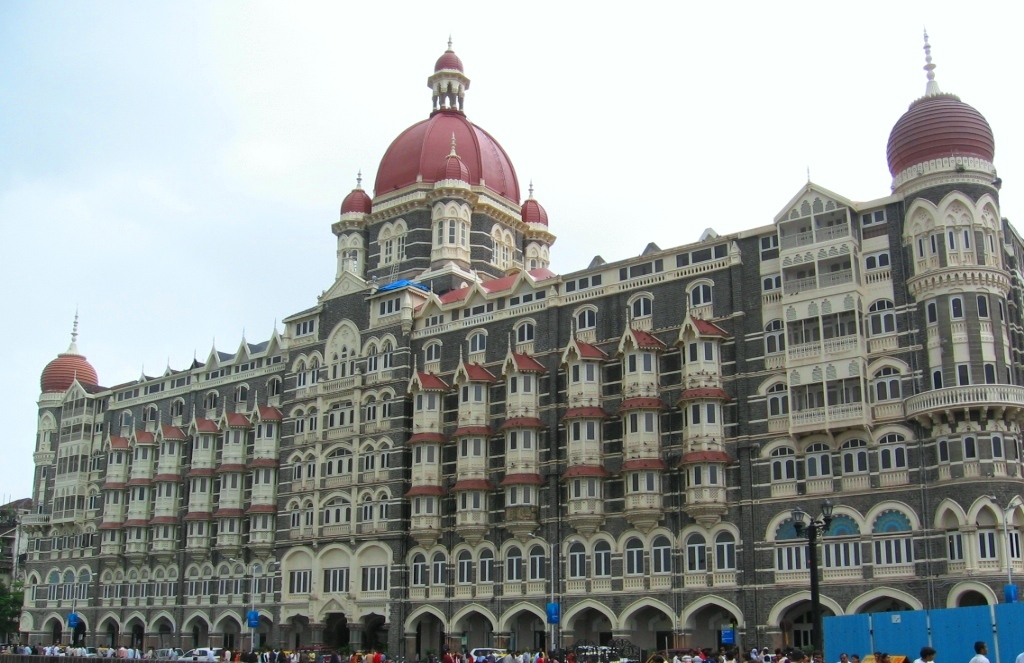
فندق تاج محل، بومباي
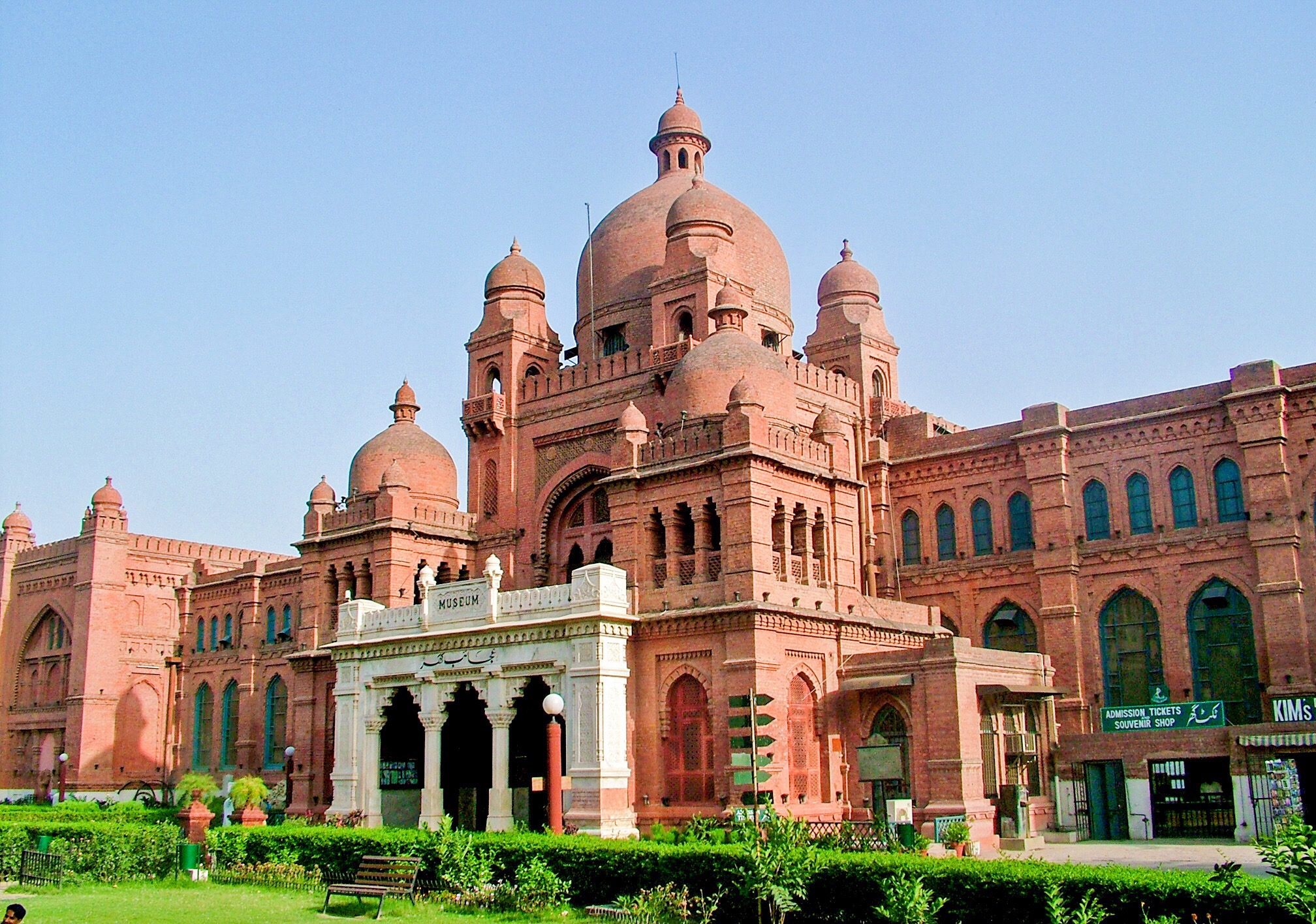
متحف لاهور، لاهور
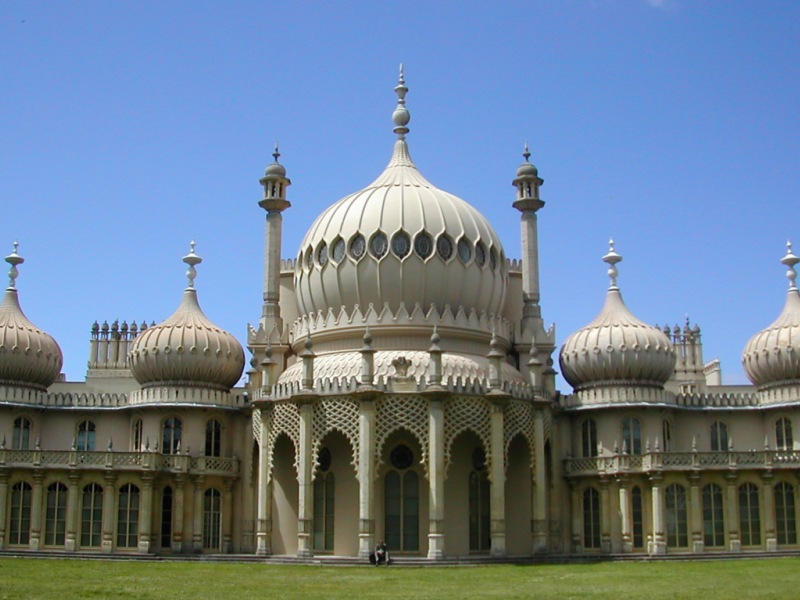
البافيلون الملكي، برايتون
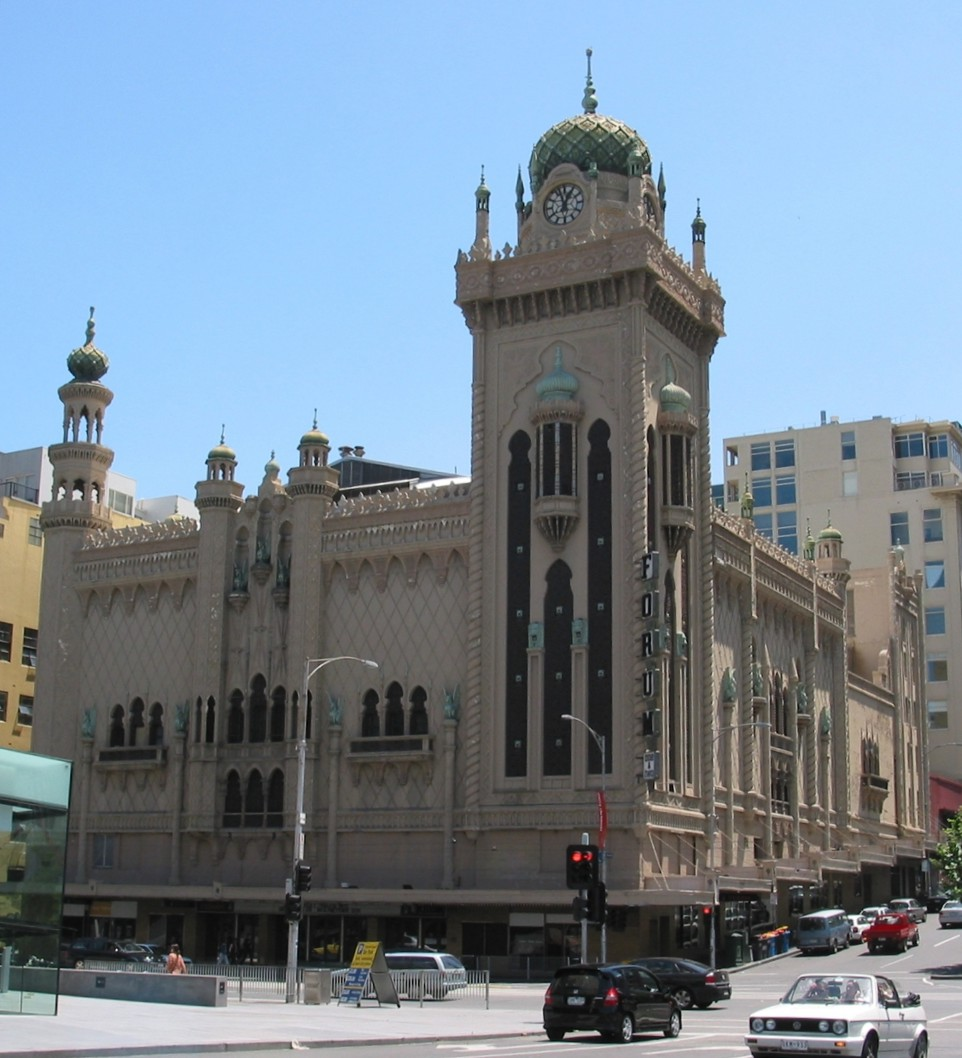
مسرح المنتدى، ملبورن
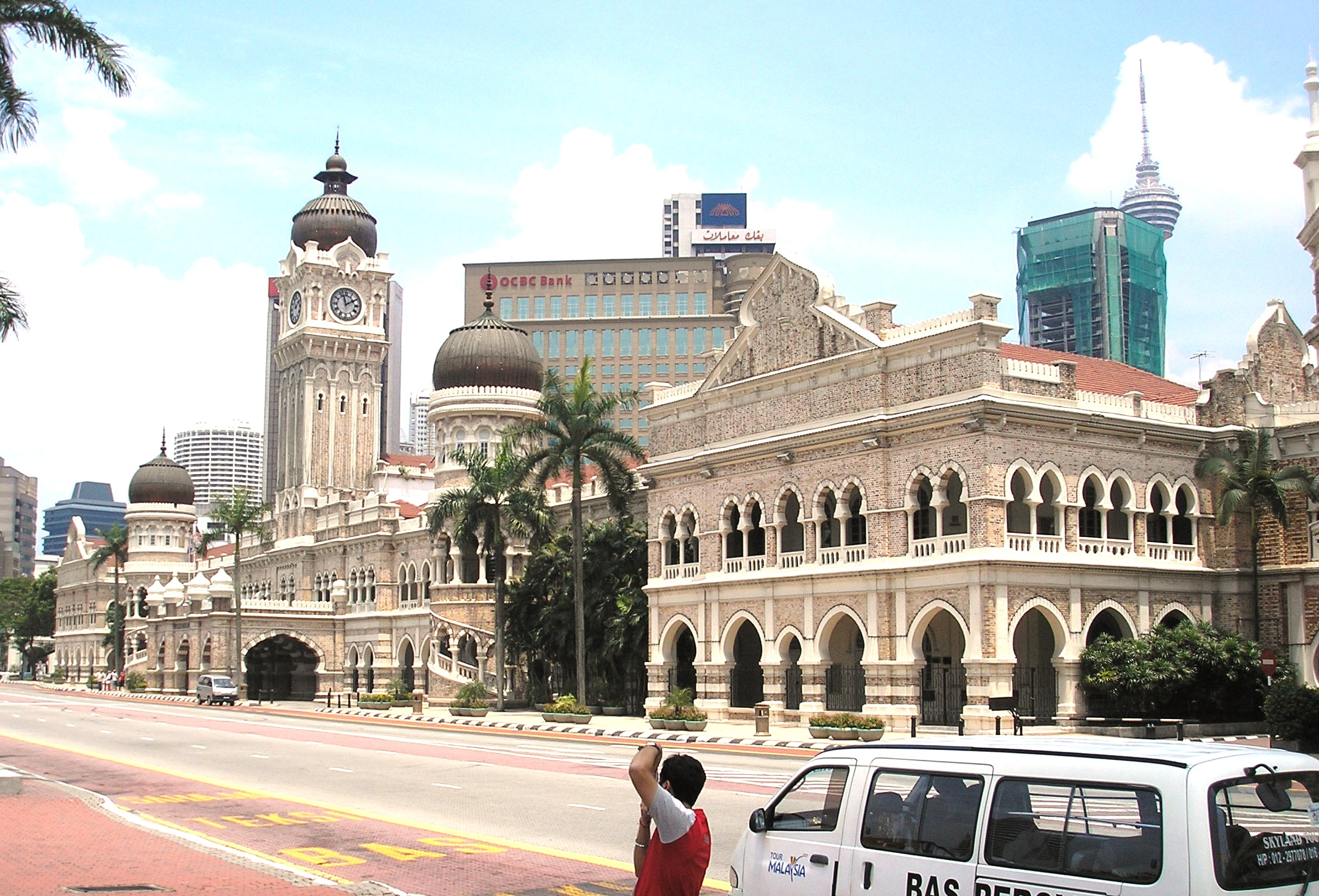
السلطان عبدالصمد، كوالالمبور

## وصلات خارجية
- الطراز الهندي-الساراكينوسي